# 障子岳 (大分県大分市)
障子岳（しょうじだけ）は、大分県大分市西南部にある山である。標高は750.8m。日本山岳会東九州支部が選定した大分百山のひとつに選ばれている。
2005年に合併する前の旧大分市と旧野津原町の境に位置しており、旧大分市の最高峰であった。大分市市街地からは、霊山と本宮山の奥に位置するため、全容を見ることはできない。
大分県内には、豊後大野市大野町、及び、宮崎県との県境の祖母傾山系にも、それぞれ同名の障子岳が存在するが、この山とは別の山である。